# Provincia de Houaphan
Houaphan (en lao: ຫົວພັນ) es una provincia de Laos, ubicada al este del país. Tiene una superficie de 16.500 km².

## Demografía
Según estimación 2010 contaba con una población total de 295.749 habitantes.

## Divisiones administrativas
La provincia está dividida en los siguientes distritos:
1. Huameuang (7-05)
2. Muang Et (7-08)
3. Sop Bao (7-07)
4. Viengthong (7-03)
5. Viengxay (7-04)
6. Xamneua (7-01)
7. Xamtay (7-06)
8. Xiengkhor (7-02)